# ジェームズ・カレン
ジェームズ・カレン（James Karen,  1923年11月28日 - 2018年10月23日 ）は、アメリカ合衆国の俳優である。

## 来歴
1923年、ペンシルバニア州ウィルクスバリに生まれる。両親はロシア系ユダヤ人の移民で、もともとの名前はJacob Karnofskyだった。ニューヨークにある俳優養成学校のネイバーフッド・プレイハウスで演劇を学び、1941年、第二次世界大戦が起こると陸軍航空隊へ入隊し、アラスカにて暗号技術者として従事し、1945年、戦争終結後にニューヨークへ戻る。1947年にブロードウェイで俳優デビューを果たし、その後20以上の演目へ出演してブロードウェイ俳優として活躍した。翌年の1948年には『The Philco Television Playhouse』という番組でテレビへも進出し、1965年にSF映画『フランケンシュタインの逆襲』で劇場映画デビューを果たしている。それ以降は『ポルターガイスト』や『バタリアン』などのホラー映画から『大統領の陰謀』、『ウォール街』などの社会派ドラマまで出演するバイブレーヤーとして幅広く活躍した。2018年10月23日、ロサンゼルスの自宅にて死去。死因は呼吸困難による心肺停止だった。

### 私生活
これまで2度の結婚歴があり、1958年に女優のスーザン・リードと結婚し、1児をもうけたが1967年に離婚した。1986年に同じく女優のアルバ・フランチェスカと再婚し、現在に至る。

## 出演作品

### 映画
- フランケンシュタインの逆襲 Frankenstein Meets the Spacemonster (1965)
- アーノルド・シュワルツェネッガーのSF超人ヘラクレス Hercules in New York (1969)
- I Never Sang for My Father (1970)
- ライバル Rivals (1972)
- 華麗なる陰謀 Amazing Grace (1974)
- 大統領の陰謀 All the President's Men (1976)
- ジョーイ Something for Joey (1977) ※テレビ映画
- Mary Jane Harper Cried Last Night (1977)
- The Gathering (1977)
- カプリコン・1 Capricorn One (1977)
- オープニング・ナイト Opening Night (1977)
- フィスト F.I.S.T (1978)
- Institute for Revenge (1979)
- FBI特捜指令/パティー・ハースト誘拐事件 The Ordeal of Patty Hearst (1979) ※テレビ映画
- チャイナ・シンドローム The China Syndrome (1979)
- トッパー Topper (1979)
- Once Upon a Family (1980) ※テレビ映画
- F.D.R.: The Last Year (1980) ※テレビ映画
- Portrait of a Rebel: The Remarkable Mrs. Sanger (1980)
- ジャズ・シンガー The Jazz Singer (1980)
- ビール工場大パニック Take This Job and Shove It (1981)
- The Violation of Sarah McDavid (1981)
- 1929/米国が震えた日 The Day the Bubble Burst (1982) ※テレビ映画
- ポルターガイスト Poltergeist (1982)
- 宇宙からのツタンカーメン Time Walker (1982)
- 女優フランシス Frances (1982)
- キスミー・グッバイ Kiss Me Goodbye (1982)
- Little House: The Last Farewell (1984) ※テレビ映画
- ハイスクール・オリンピック/天才バンザイ Sam's Son (1984)
- The Boy Who Loved Trolls (1984)
- バタリアン The Return of the Living Dead (1985)
- 白と黒のナイフ Jagged Edge (1985)
- スペースインベーダー Invaders from Mars (1986)
- ハードボディーズ2 Hardbodies 2 (1986)
- Eight Is Enough: A Family Reunion (1987) ※テレビ映画
- ビリオネア・クラブ Billionaire Boys Club (1987)
- ウォール街 Wall Street (1987)
- バタリアン2 Return of the Living Dead: Part II (1988)
- ガールフレンド・フロム・ヘル Girlfriend from Hell (1989)
- Rich Men, Single Women (1990) ※テレビ映画
- 愛と青春の鼓動 Vital Signs (1990)
- Shattered Dreams (1990)
- Thanksgiving Day (1990) ※テレビ映画
- クローサー The Closer (1990)
- ナイトメアン/子供たちの百物語 The Willies (1990)
- Road Lawyers and Other Briefs (1990)
- Heart of the Deal (1990)
- Lies Before Kisses (1991) ※テレビ映画
- チャイルド・ショック The Unborn (1991)
- Absolute Strangers (1991) ※テレビ映画
- Stone Soup (1993)
- フューチャー・ショック Future Shock (1994)
- 新ナーズの復讐 Revenge of the Nerds IV: Nerds in Love (1994) ※テレビ映画
- サイバー・コンパニオン The Companion (1994)
- Bonanza: Under Attack (1995)
- ビリー'S GUN & FIGHT! Tough and Deadly (1995) ※ビデオ作品
- コンゴ Congo (1995)
- ザ・ピラニア/殺戮生命体 Piranha (1995) ※テレビ映画
- ニクソン Nixon (1995)
- アンカーウーマン Up Close & Personal (1996)
- Behind Enemy Lines (1997)
- ロードキラー Joyride (1997)
- スタントドライバー Night Man (1997)
- River Made to Drown In (1997)
- 疑惑の幻影 Shadow of Doubt (1998)
- ガール Girl (1997)
- The Cowboy and the Movie Star (1998) ※テレビ映画
- フリーダム・ストライク Freedom Strike (1998)
- ゴールデンボーイ Apt Pupil (1998)
- Fly Boy (1999)
- エニイ・ギブン・サンデー Any Given Sunday (1999)
- 13デイズ Thirteen Days (2000)
- マルホランド・ドライブ Mulholland Dr. (2001)
- Fatal Kiss (2002) ※テレビ映画
- A House on a Hill (2003)
- スーパーマン リターンズ Superman Returns (2006) ※出演シーンカット
- ワイルド・トレジャー ブッチ・キャシディの秘宝 Outlaw Trail: The Treasure of Butch Cassidy (2006)
- 幸せのちから The Pursuit of Happyness (2006)
- Trail of the Screaming Forehead (2007)
- Dark and Stormy Night (2009)
- シンパシー・フォー・デリシャス Sympathy for Delicious (2010)
- クロエ・モレッツ/ジャックと天空の巨人 Jack and the Beanstalk (2010)
- Rain from Stars (2010)
- 疑惑の男 ドリュー・ピーターソン Drew Peterson: Untouchable (2012)
- バタフライ ルーム The Butterfly Room (2012)
- Dark Canyon (2012)
- America's Most Haunted (2013)
- Green Briefs (2013) ※ビデオ作品

### テレビドラマ
- The Philco Television Playhouse (1948)
- Lux Video Theatre (1951)
- As the World Turns (1956)
- Car 54, Where Are You? (1964)
- ディフェンダーズ The Defenders (1964)
- Directions (1966)
- オール・マイ・チルドレン All My Children (1970)
- 透明人間 The Invisible Man (1975)
- 刑事スタスキー&ハッチ Starsky and Hutch (1975)
- わが家は11人 The Waltons (1975)
- ブルー・ナイト The Blue Knight (1976)
- サンフランシスコ捜査線 The Streets of San Francisco (1976)
- 地上最強の美女バイオニック・ジェミー The Bionic Woman (1976)
- ハワイ5-0 Hawaii Five-O (1976)
- 署長マクミラン McMillan & Wife (1976)
- 女刑事ペパー Police Woman (1976)
- Executive Suite (1976)
- セルピコ Serpico (1976)
- 刑事デルベッキオ Delvecchio (1976)
- Dr.刑事クインシー Quincy M.E. (1977, 1979, 1982)
- ドクター・ラファティ Rafferty (1977)
- ロックフォードの事件メモ The Rockford Files (1977, 1979)
- 事件記者ルー・グラント Lou Grant (1978)
- One Day at a Time (1978)
- Blind Ambition (1979)
- Eight Is Enough (1979)
- ジェファーソンズ The Jeffersons (1981)
- Knots Landing (1982)
- ダラス Dallas (1982, 1983)
- マッシュ M*A*S*H (1983)
- ABC Afterschool Specials (1983)
- 超能力プリンス マシュー・スター The Powers of Matthew Star (1983)
- Tucker's Witch (1983)
- サイモン&サイモン Simon & Simon (1983)
- Dr.トラッパー/サンフランシスコ病院物語 Trapper John, M.D. (1983)
- Emerald Point N.A.S. (1983, 1984)
- 探偵ハード&マック Hardcastle and McCormick (1984)
- ファミリータイズ Family Ties (1984)
- ダイナスティ Dynasty (1984)
- Three's a Crowd (1984)
- チアーズ Cheers (1985)
- こちらブルームーン探偵社 Moonlighting (1985)
- ウェブスター Webster (1985)
- Melba (1986)
- Mathnet (1987)
- 世にも不思議なアメージング・ストーリー Amazing Stories (1987)
- Who's the Boss? (1987)
- Jake and the Fatman (1987, 1989)
- Charles in Charge (1987, 1990)
- 私立探偵マグナム Magnum, P.I. (1987)
- 俺がハマーだ! Sledge Hammer! (1988)
- ゴールデン・ガールズ The Golden Girls (1988)
- 冒険野郎マクガイバー MacGyver (1989)
- TVキャスター マーフィー・ブラウン Murphy Brown (1989)
- Highway to Heaven (1989)
- 新・名犬ラッシー The New Lassie (1989)
- FBI特別捜査官 Mancuso, FBI (1989)
- ドラッグ・ウォーズ/麻薬戦争 Drug Wars: The Camarena Story (1990)
- マトロック Matlock (1991)
- コーチ Coach (1992, 1994)
- Bodies of Evidence (1993)
- 浮気なおしゃれミディ Designing Women (1993)
- メルローズ・プレイス Melrose Place (1994)
- ザ・コミッシュ The Commish (1995)
- シスターズ Sisters (1996)
- Touched by an Angel (1996)
- Ned and Stacey (1996, 1997)
- ダークスカイ Dark Skies (1997)
- となりのサインフェルド Seinfeld (1998)
- ザ・プラクティス ボストン弁護士ファイル The Practice (1998, 2001)
- ビバリーヒルズ高校白書 Beverly Hills, 90210 (1998)
- 炎のテキサス・レンジャー Walker, Texas Ranger (2000)
- 犯罪捜査官ネイビーファイル JAG (2000, 2002)
- ナイトメア・ルーム The Nightmare Room (2001)
- First Monday (2002)
- Judging Amy (2003)
- Unscripted (2005)
- コールドケース 迷宮事件簿 Cold Case (2008)
- The Cleveland Show (2011)

### テレビアニメ
- The Cleveland Show (2011)
- アメリカン・ダッド American Dad! (2012)

### ビデオゲーム
- スパイクラフト Spycraft: The Great Game (1996)